# 아이 원트 유어 섹스
"아이 원트 유어 섹스"(영어: I Want Your Sex)는 개봉 예정인 미국의 에로 스릴러 영화로, 그레그 아라키가 감독과 공동각본을 맡았다.